# Orde van Verdienste (Keizerrijk Vietnam)

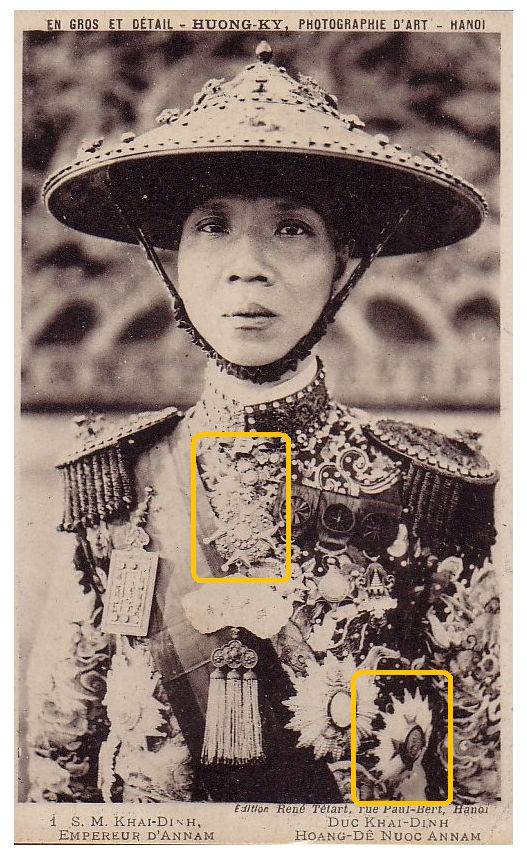
Keizer Khải Định met kleinood en ster van de Orde van Verdienste in de gele cartouches

De Orde van Verdienste (Vietnamees: "Chuong My") van het Keizerrijk Vietnam was een hoge onderscheiding. 
De orde werd door keizer Khải Định ingesteld en in 1955 door keizer Bảo Đại hervormd. Uit deze orde ontstond de Nationale Orde van Vietnam met twee, later vijf graden en heel andere versierselen.
Keizer Khải Định draagt op een foto een versiersel in de vorm van een rijk versierd kruis van Malta met vier armen en grote ballen op de acht punten om de hals en een twintigpuntige ster op de linkerborst. Hij droeg de ster na die van de oudere Orde van de Draak van Annam.